# Sjömarken
Sjömarken è un'area urbana della Svezia situata nel comune di Borås, contea di Västra Götaland.
La popolazione rilevata nel censimento 2010 era di 2 829 abitanti .